# Nazionale maschile di calcio dell'Honduras
La nazionale di calcio dell'Honduras (in spagnolo Selección de fútbol de Honduras) è la rappresentativa nazionale calcistica dell'omonimo stato centroamericano ed è posta sotto l'egida della Federación Nacional Autónoma de Fútbol de Honduras.
La nazionale honduregna si è qualificata per tre volte per la fase finale del coppa del mondo, nel 1982, nel 2010 e nel 2014. Si è qualificata per i Giochi Olimpici due volte, a Sydney 2000 e a Pechino 2008. In entrambe le occasioni la squadra centro-americana è stata sorteggiata nello stesso girone dell'Italia, contro la quale ha perso la prima volta per 3-1 e la seconda per 3-0.
Al mondiale 2010 l'Honduras fu la prima squadra ad annoverare tre fratelli: Wilson Palacios, Jerry Palacios e Johnny Palacios (anche se non giocarono insieme nemmeno un minuto al mondiale).
Occupa l'80ª posizione nel ranking mondiale FIFA.

## Storia
La nazionale honduregna esordì nel 1921 contro il Guatemala a Città del Guatemala, dove perse per 9-0 in una partita valida per i Giochi del Centenario dell'Indipendenza dell'America centrale.
Esordì ai Giochi centramericani e caraibici nel 1930, dove collezionò due vittorie, contro Giamaica (5-1) e El Salvador (4-1), e due sconfitte, contro Cuba e Costa Rica.
Nel 1935 fu fondata la federazione calcistica dell'Honduras (FENAFUTH), che si affiliò alla FIFA nel 1946 e co-fondò la CONCACAF nel 1961.
L'Honduras conquistò il campionato CONCACAF nell'edizione casalinga del 1981 ed esordì nella fase finale dei mondiali a Spagna 1982, venendo eliminata al primo turno.
I buoni risultati della squadra proseguirono nel 1985, con il secondo posto nel campionato CONCACAF, dove perse in finale (2-1) contro il Canada.
Nel 1991 la squadra fu finalista di CONCACAF Gold Cup, dove perse la finale contro gli Stati Uniti padroni di casa. Qualche anno dopo non riuscì ad accedere all'ultimo turno di qualificazione CONCACAF (il cosiddetto "esagonale", perché composto da sei squadre) per il campionato del mondo 1998, perché fu eliminato dalla Giamaica, che si assicurò il passaggio al turno finale a sei squadre pareggiando a reti bianche in Honduras.
Negli anni 2000 la nazionale inizia ad affacciarsi più insistentemente sul palcoscenico internazionale, ottenendo ottimi risultati nelle varie edizioni della CONCACAF Gold Cup. Inoltre, nel 2001 si rende protagonista di un'ottima prestazione alla Copa América: nonostante l'iniziale sconfitta per 1-0 contro la Costa Rica riesce a superare il girone battendo per 2-0 la Bolivia e per 1-0 l'Uruguay, qualificandosi agli ottavi di finale. Qui, a gran sorpresa riesce a prevalere sul Brasile con un 2-0, ottenendo l'accesso ai quarti di finale. Verrà tuttavia eliminata al turno successivo dalla Colombia - che si laureerà poi vincitrice del campionato nazionale - con una sconfitta per 2-0. Alla finalina per il terzo-quarto posto riesce a ottenere  il bronzo nella sfida con l'Uruguay, pareggiando per 2-2 e ottenendo la vittoria ai rigori con il risultato di 5-4. Successivamente fallisce la qualificazione al mondiale del 2002 e a quello del 2006: la qualificazione al campionato del mondo 2002 sfumò nel turno finale a sei squadre a causa di due sconfitte nelle ultime due partite contro Trinidad e Tobago (contro cui gli honduregni colpirono ben sette pali) e Messico; in quella dei Mondiali 2006, finì invece al terzo posto del gruppo 2 del secondo turno, dietro a Guatemala e Costa Rica.
La nazionale honduregna si qualificò per il mondiale 2010, dove fu assegnata al gruppo H insieme a Svizzera, Spagna e Cile; ottenne solo un pareggio, contro la Svizzera, e terminò il torneo con un solo punto senza neanche segnare un gol.
Alla CONCACAF Gold Cup 2013 l'Honduras arrivò in semifinale, dove fu sconfitto dagli Stati Uniti, poi vincitori del torneo.
La nazionale si qualificò poi per il mondiale in Brasile del 2014 arrivando al terzo posto nel girone di qualificazione, davanti anche al Messico. Per la prima volta nella sua storia la nazionale honduregna si qualificò per due volte consecutive alla fase finale di un mondiale di calcio, dimostrando i progressi compiuti nell'ultimo decennio. Anche questa volta andò però male all'Honduras, che finì di nuovo ultimo e stavolta senza punti nel girone E, finendo eliminata insieme all'Ecuador mentre Francia e Svizzera si qualificarono agli ottavi.
La nazionale honduregna mancò la qualificazione al campionato del mondo 2018: qualificatasi per lo spareggio interzona contro l'Australia, pareggiò per 0-0 la partita di andata a Tegucigalpa e fu battuta per 3-1 a Sydney. Nella CONCACAF Nations League 2019-2020 ottenne il terzo posto, ma, in occasione delle qualificazioni al campionato del mondo 2022, per la prima volta non riuscì a vincere neanche una partita nel terzo turno delle eliminatorie CONCACAF, rimanendo ancora una volta fuori dalla fase finale del torneo.

## Palmarès
- Campionato CONCACAF -  Gold Cup: 1

1981

## Rivalità
L'Honduras vive una forte contrapposizione calcistica con El Salvador: lo spareggio per le qualificazioni ai campionato mondiale del 1970 tra le due nazionali fu la scintilla che degenerò nella cosiddetta "guerra del calcio", sebbene le vere cause del conflitto fossero oggettivamente di diversa natura.

## Partecipazioni ai tornei internazionali
Legenda: Grassetto: Risultato migliore, Corsivo: Mancate partecipazioni

## Statistiche dettagliate sui tornei internazionali

### Mondiali
| Anno | Luogo                    | Piazzamento      | V | N | P | Gol |
| ---- | ------------------------ | ---------------- | - | - | - | --- |
| 1930 | Uruguay                  | Non partecipante | - | - | - | -   |
| 1934 | Italia                   | Non partecipante | - | - | - | -   |
| 1938 | Francia                  | Non partecipante | - | - | - | -   |
| 1950 | Brasile                  | Non partecipante | - | - | - | -   |
| 1954 | Svizzera                 | Non partecipante | - | - | - | -   |
| 1958 | Svezia                   | Non partecipante | - | - | - | -   |
| 1962 | Cile                     | Non qualificata  | - | - | - | -   |
| 1966 | Inghilterra              | Non qualificata  | - | - | - | -   |
| 1970 | Messico                  | Non qualificata  | - | - | - | -   |
| 1974 | Germania                 | Non qualificata  | - | - | - | -   |
| 1978 | Argentina                | Non qualificata  | - | - | - | -   |
| 1982 | Spagna                   | Primo turno      | 0 | 2 | 1 | 2:3 |
| 1986 | Messico                  | Non qualificata  | - | - | - | -   |
| 1990 | Italia                   | Non qualificata  | - | - | - | -   |
| 1994 | Stati Uniti              | Non qualificata  | - | - | - | -   |
| 1998 | Francia                  | Non qualificata  | - | - | - | -   |
| 2002 | Giappone / Corea del Sud | Non qualificata  | - | - | - | -   |
| 2006 | Germania                 | Non qualificata  | - | - | - | -   |
| 2010 | Sudafrica                | Primo turno      | 0 | 1 | 2 | 0:3 |
| 2014 | Brasile                  | Primo turno      | 0 | 0 | 3 | 1:8 |
| 2018 | Russia                   | Non qualificata  | - | - | - | -   |
| 2022 | Qatar                    | Non qualificata  | - | - | - | -   |

### CONCACAF Gold Cup
| Anno | Luogo                           | Piazzamento      | V | N | P | Gol  |
| ---- | ------------------------------- | ---------------- | - | - | - | ---- |
| 1963 | Costa Rica                      | Quarto posto     | 3 | 1 | 3 | 8:12 |
| 1965 | Guatemala                       | Non qualificata  | - | - | - | -    |
| 1967 | Honduras                        | Terzo posto      | 2 | 2 | 1 | 4:2  |
| 1969 | Costa Rica                      | Squalificato     | - | - | - | -    |
| 1971 | Trinidad e Tobago               | Sesto posto      | 0 | 1 | 4 | 5:11 |
| 1973 | Haiti                           | Quarto posto     | 1 | 3 | 1 | 6:6  |
| 1977 | Messico                         | Non partecipante | - | - | - | -    |
| 1981 | Honduras                        | Campione         | 3 | 2 | 0 | 8:1  |
| 1985 | Nessuna Sede                    | Secondo posto    | 3 | 3 | 2 | 11:9 |
| 1989 | Nessuna Sede                    | Non qualificata  | - | - | - | -    |
| 1991 | Stati Uniti                     | Secondo posto    | 3 | 1 | 1 | 12:3 |
| 1993 | Stati Uniti Messico             | Primo turno      | 1 | 0 | 2 | 6:5  |
| 1996 | Stati Uniti                     | Primo turno      | 0 | 0 | 2 | 1:8  |
| 1998 | Stati Uniti                     | Primo turno      | 0 | 0 | 2 | 1:5  |
| 2000 | Stati Uniti                     | Quarti di finale | 2 | 0 | 1 | 7:5  |
| 2002 | Stati Uniti                     | Non qualificata  | - | - | - | -    |
| 2003 | Stati Uniti Messico             | Primo turno      | 0 | 1 | 1 | 1:2  |
| 2005 | Stati Uniti                     | Terzo posto      | 3 | 1 | 1 | 8:6  |
| 2007 | Stati Uniti                     | Quarti di finale | 2 | 0 | 2 | 10:6 |
| 2009 | Stati Uniti                     | Semifinale       | 3 | 0 | 2 | 6:4  |
| 2011 | Stati Uniti                     | Semifinale       | 1 | 2 | 2 | 8:5  |
| 2013 | Stati Uniti                     | Semifinale       | 3 | 0 | 2 | 6:6  |
| 2015 | Stati Uniti Canada              | Primo turno      | 0 | 1 | 2 | 2:4  |
| 2017 | Stati Uniti                     | Quarti di finale | 1 | 1 | 2 | 3:2  |
| 2019 | Stati Uniti Costa Rica Giamaica | Primo turno      | 1 | 0 | 2 | 6:4  |
| 2021 | Stati Uniti                     | Quarti di finale | 2 | 0 | 2 | 7:7  |
| 2023 | Stati Uniti Canada              | Primo turno      | 1 | 1 | 1 | 3:6  |

## Tutte le rose

### Mondiali
Coppa del Mondo FIFA 19821 Nazar, 2 Gutiérrez, 3 Villegas, 4 Bulnes, 5 Costly, 6 Maradiaga, 7 Laing, 8 Toledo, 9 Betancourt, 10 Figueroa, 11 Bueso, 12 Drummond, 13 Norales, 14 J.A. Cruz, 15 Zelaya, 16 Bailey, 17 J.L. Cruz, 18 Caballero, 19 Güity, 20 Yearwood, 21 Arzú, 22 Steward, CT: Herrera
Coppa del Mondo FIFA 20101 Canales, 2 Chávez, 3 Figueroa, 4 Jo. Palacios, 5 Bernárdez, 6 Thomas, 7 Núñez, 8 W. Palacios, 9 Pavón, 10 Je. Palacios, 11 Suazo, 12 Welcome, 13 Espinoza, 14 García, 15 Martínez, 16 Sabillón, 17 Álvarez, 18 Valladares, 19 Turcios, 20 Guevara, 21 Izaguirre, 22 Escober, 23 Mendoza, CT: Rueda
Coppa del Mondo FIFA 20141 López, 2 O. Chávez, 3 Figueroa, 4 Montes, 5 Bernárdez, 6 J.C. García, 7 Izaguirre, 8 W. Palacios, 9 J. Palacios, 10 M. Chávez, 11 Bengtson, 12 Delgado, 13 Costly, 14 B. García, 15 Espinoza, 16 R. Martínez, 17 Najar, 18 Valladares, 19 Garrido, 20 Claros, 21 Beckeles, 22 Escober, 23 M. Martínez, CT: Suárez

### Gold Cup
CONCACAF Gold Cup 19911 Rivera, 2 Yearwood, 4 Castro, 5 Sambulá, 6 Fúnez, 7 Flores, 8 Espinoza, 9 Vallejo, 10 Cálix, 11 Ávila, 12 Róchez, 14 A. Cruz, 15 Bonilla, 16 González, 18 Zapata, 19 Bennett, 21 Anariba, 25 W. Cruz, CT: Ortega
CONCACAF Gold Cup 19931 Rivera, 2 Sambulá, 3 G. Cálix, 4 Castro, 5 Fú Lanza, 6 Ávila, 7 Flores, 8 Espinoza, 9 Pavón, 10 L. Cálix, 11 Suazo, 12 Róchez, 13 Cruz, 14 García, 15 Garay, 16 Pineda Chacón, 17 Ulloa, 18 Gayle, 19 Bennett, CT: González
CONCACAF Gold Cup 19961 Flores, 2 Peri, 3 A. Cruz, 4 N. Martínez, 5 R. Martínez Sambulá, 6 Bonilla, 7 Dolmo Flores, 8 J. Pineda, 9 Pineda Chacón, 10 Santamaría, 11 Núñez, 12 W. Cruz, 13 Carson, 14 Lagos, 15 J.L. Pineda, 16 Aguilera, 17 Reneau, 18 Fernández, 19 Bennett, 20 Bustillo, CT: Guedes
CONCACAF Gold Cup 19981 Flores, 2 Membreño, 3 Cruz, 4 Arzú, 5 Clother, 6 Zúñiga, 7 Bernárdez, 8 Pineda Chacón, 9 Pavón, 10 Santamaría, 11 Velásquez, 12 Zapata, 13 Hernández, 14 Caballero, 15 Álvarez, 16 Bonilla, 17 Martínez, 18 Carson, 19 Guevara, CT: Company
CONCACAF Gold Cup 20001 Cruz, 2 Guerrero, 3 Clavasquín, 4 S. Caballero, 5 M. Reyes, 6 Medina, 8 Lagos, 9 C. Pavón, 10 León, 11 Núñez, 12 H. Caballero, 14 J. Pineda, 15 García, 16 F. Reyes, 18 F. Pavón, 19 Turcios, 20 Guevara, 21 Martínez, 22 Pineda Chacón, 23 Phillips, 24 Coello, CT: Maradiaga
CONCACAF Gold Cup 20033 Medina, 4 Palacios, 5 Vallecillo, 6 Rosales, 7 Suazo, 9 Jairo Martínez, 10 León, 11 Velásquez, 13 E. Martínez, 14 Morales, 16 Turcios, 17 Jav. Martínez, 19 Álvarez, 21 Hernández, 22 Bodden, 23 Bonilla, 24 Guifarro, 25 Coello, CT: Pavón
CONCACAF Gold Cup 20051 Coello, 2 Henríquez, 3 Figueroa, 4 Caballero, 6 Izaguirre, 7 E. Núñez, 8 Palacios, 9 Ramírez, 10 Velásquez, 11 M. Núñez, 13 Berríos, 14 García, 16 Vega, 18 Morán, 19 Turcios, 20 Thomas, 21 Vallecillo, 22 Morales, 23 Guerrero, 24 Guifarro, 25 Garden, CT: Herrera
CONCACAF Gold Cup 20071 Puerto, 3 Figueroa, 4 Caballero, 5 É. Vallecillo, 6 Mendoza, 7 E. Martínez, 8 Palacios, 9 Pavón, 10 León, 11 J. Martínez, 12 O. Vallecillo, 13 Costly, 14 García, 15 W. Martínez, 16 Oliva, 17 Álvarez, 18 Claros, 19 Rodríguez, 20 Guevara, 21 Izaguirre, 22 Morales, 23 Guerrero, 24 Santamaría, CT: Rueda
CONCACAF Gold Cup 20091 Bodden, 2 O. Chávez, 3 Molina, 4 J. Palacios, 5 Norales, 6 García, 7 Padilla, 8 Lalín, 9 Mejía, 10 M. Chávez, 11 Acevedo, 12 Canales, 13 Costly, 14 C. Palacios, 15 Martínez, 16 Medina, 17 Castillo, 18 Valladares, 21 Ramos, 22 Escober, 23 Espinoza, 24 Welcome, 25 López, CT: Rueda
CONCACAF Gold Cup 20111 Vallecillo, 2 Chávez, 3 Figueroa, 4 Leverón, 5 Bernárdez, 6 Thomas, 7 E. Martínez, 8 Palacios, 9 Bengtson, 10 Núñez, 12 Mejía, 13 Costly, 14 B. García, 15 W. Martínez, 16 Sabillón, 17 Espinoza, 18 Valladares, 19 Portillo, 21 J.C. García, 22 Escober, 23 Delgado, 24 Beckeles, 25 Hernández, CT: Suárez
CONCACAF Gold Cup 20131 Mendoza, 2 Chávez, 3 Beckeles, 4 Jo. Palacios, 5 Velásquez, 6 García, 7 Reyes, 8 Rodas, 9 Je. Palacios, 10 M. Martínez, 11 R. Martínez, 12 Peralta, 13 Medina, 14 Najar, 15 Berríos, 16 López, 17 Chávez, 18 Hernández, 19 Fuentes, 20 Claros, 21 Rojas, 22 Escober, 23 Delgado, 24 Norales, CT: Suárez
CONCACAF Gold Cup 20151 López, 2 Crisanto, 3 M. Figueroa, 4 Garrido, 5 H. Figueroa, 6 Acosta, 7 Discua, 8 Castillo, 9 Lozano, 10 Martínez, 11 Quioto, 12 B. García, 13 Hernández, 14 Ó.B. García, 15 Andino, 16 Leverón, 17 Najar, 18 Vallecillo, 19 Mejía, 20 Claros, 21 Beckeles, 22 Escober, 23 Palacios, CT: Pinto
CONCACAF Gold Cup 20171 L. López, 2 Crisanto, 3 M. Figueroa, 4 H. Figueroa, 5 Alvarado, 6 Acosta, 7 Discua, 8 Mejía, 9 Lozano, 10 A. López, 11 Martínez, 12 Quioto, 13 Peña, 14 García, 15 Vargas, 16 Lanza, 17 Elis, 18 Canales, 19 Pereira, 20 Claros, 21 Beckeles, 22 Escober, 23 Sánchez, 24 Chirinos, 25 Tejeda, CT: Pinto
CONCACAF Gold Cup 20191 L. López, 2 Crisanto, 3 M. Figueroa, 4 H. Figueroa, 5 Alvarado, 6 B. Acosta, 7 Izaguirre, 8 Reyes, 9 Lozano, 10 A. López, 11 Castillo, 12 Quioto, 13 D. Acosta, 14 Chirinos, 15 Maldonado, 16 Castellanos, 17 Elis, 18 Zúñiga, 19 Garrido, 20 Álvarez, 21 Beckeles, 22 Fonseca, 23 Rojas, CT: Coito
CONCACAF Gold Cup 20211 Menjívar, 2 Crisanto, 3 Figueroa, 4 Pereira, 5 Santos, 6 Acosta, 7 Elis, 8 Martínez, 9 Fernández, 10 A. López, 11 Bengtson, 12 Quioto, 13 Benavídez, 14 García, 15 Delgado, 16 Leverón, 17 Flores, 18 Licona, 19 Solano, 20 Flores, 21 Álvarez, 22 L. López, 23 Rodríguez, CT: Coito
CONCACAF Gold Cup 20231 Menjívar, 2 García, 3 Decas, 4 Santos, 5 Altamirano, 6 Acosta, 7 Elis, 8 Rosales, 9 Castillo, 10 López, 11 Bengston, 12 Benguché, 13 Núñez, 14 Álvarez, 15 A. Vega, 16 Solano, 17 Pinto, 18 Fonseca, 19 Elvir, 20 D. Flores, 21 L. Vega, 22 Fernández, 23 F. Flores, CT: Vásquez
CONCACAF Gold Cup 20251 Menjívar, 2 Maldonado, 3 Martínez, 4 L. Vega, 5 Arriaga, 6 Meléndez, 7 Pinto, 8 Rosales, 9 Lozano, 10 A. López, 11 Benguché, 12 Quioto, 13 Mejía, 14 A. Vega, 15 Montes, 16 Rodríguez, 17 Palma, 18 Ramírez, 19 Pineda, 20 Flores, 21 Arboleda, 22 L. López, 23 Álvarez, 24 García, 25 Licona, 26 Crisanto, CT: Rueda

### Copa América
Copa América 20011 Enamorado, 2 Phillips, 3 Cárcamo, 4 Caballero, 5 Reyes, 6 Lagos, 7 Suazo, 8 Brown, 10 León, 13 Bernárdez, 14 Rodríguez, 15 García, 16 Pineda, 17 Güity, 18 Martínez, 19 Turcios, 20 Guevara, 21 Pérez, 22 Valladares, 23 Izaguirre, 24 Medina, 26 Morales, CT: Maradiaga

### Giochi olimpici
NOTA: per le informazioni sulle rose successive al 1948 visionare la pagina della Nazionale olimpica.

## Rosa attuale
Lista dei giocatori convocati per la CONCACAF Gold Cup 2025.
Statistiche aggiornate al 2 luglio 2025, al termine della gara di semifinale contro il Messico, dopo la quale sono stati elimianti dalla competizione.
|  | P | Luis López Fernández | 13 settembre 1993 | 57 | -81 | Real España    |  |  |
|  | P | Edrick Menjívar      | 1º marzo 1993     | 33 | -35 | Olimpia        |  |  |
|  | P | Marlon Licona        | 9 febbraio 1991   | 1  | 0   | Motagua        |  |  |
|  |   |                      |                   |    |     |                |  |  |
|  | D | Andy Najar           | 16 marzo 1993     | 59 | 5   | Olimpia        |  |  |
|  | D | Denil Maldonado      | 26 maggio 1998    | 43 | 1   | U Craiova      |  |  |
|  | D | Joseph Rosales       | 6 novembre 2000   | 30 | 0   | Minnesota Utd  |  |  |
|  | D | Luis Vega            | 28 febbraio 2001  | 25 | 1   | Motagua        |  |  |
|  | D | Julián Martínez      | 1º dicembre 2003  | 10 | 1   | Olimpia        |  |  |
|  | D | Cristopher Meléndez  | 25 novembre 1997  | 6  | 0   | Motagua        |  |  |
|  | D | Luis Crisanto        | 1º marzo 2005     | 6  | 0   | Motagua        |  |  |
|  | D | Getsel Montes        | 23 giugno 1996    | 3  | 1   | Herediano      |  |  |
|  | D | Raul García          | 13 marzo 2004     | 3  | 0   | Lobos UPNFM    |  |  |
|  |   |                      |                   |    |     |                |  |  |
|  | C | Alexander López      | 5 giugno 1992     | 67 | 7   | Olancho        |  |  |
|  | C | Deybi Flores         | 16 giugno 1996    | 53 | 1   | Toronto FC     |  |  |
|  | C | Edwin Rodríguez      | 25 settembre 1999 | 44 | 6   | Olimpia        |  |  |
|  | C | Kervin Arriaga       | 5 gennaio 1998    | 39 | 4   | Real Saragozza |  |  |
|  | C | Jorge Álvarez        | 28 gennaio 1998   | 36 | 2   | Olimpia        |  |  |
|  | C | Carlos Pineda        | 23 settembre 1997 | 21 | 0   | Olimpia        |  |  |
|  | C | Carlos Mejía         | 23 marzo 1997     | 9  | 0   | Real España    |  |  |
|  |   |                      |                   |    |     |                |  |  |
|  | A | Romell Quioto        | 9 agosto 1991     | 75 | 17  | Al-Arabi       |  |  |
|  | A | Anthony Lozano       | 25 aprile 1993    | 61 | 15  | Santos Laguna  |  |  |
|  | A | Luis Palma           | 17 gennaio 2000   | 27 | 6   | Olympiacos     |  |  |
|  | A | Jorge Benguché       | 21 maggio 1996    | 25 | 5   | Olimpia        |  |  |
|  | A | José Pinto           | 25 settembre 1997 | 18 | 3   | Olimpia        |  |  |
|  | A | Yustin Arboleda      | 18 settembre 1991 | 10 | 0   | Olimpia        |  |  |
|  | A | Alexy Vega           | 16 settembre 1996 | 7  | 1   | Marathón       |  |  |
|  | A | Dixon Ramírez        | 15 aprile 2001    | 4  | 1   | Real España    |  |  |

## Record individuali
In grassetto i giocatori ancora attivi in nazionale.
Statistiche aggiornate al 2 luglio 2025.

### Presenze
| Pos. | Giocatore        | Presenze | Reti | Periodo   |
| ---- | ---------------- | -------- | ---- | --------- |
| 1    | Maynor Figueroa  | 181      | 5    | 2003-2022 |
| 2    | Amado Guevara    | 138      | 27   | 1994-2010 |
| 3    | Noel Valladares  | 135      | 0    | 2000-2016 |
| 4    | Boniek García    | 130      | 3    | 2005-2021 |
| 5    | Emilio Izaguirre | 105      | 5    | 2007-2020 |
| 6    | Carlos Pavón     | 101      | 57   | 1993-2010 |
| 7    | Wilson Palacios  | 97       | 5    | 2003-2014 |
| 8    | Danilo Turcios   | 87       | 7    | 1999-2010 |
| 9    | Milton Núñez     | 86       | 33   | 1994-2008 |
| 9    | Víctor Bernárdez | 86       | 4    | 2004-2014 |

### Reti
| Pos. | Nome             | Reti | Presenze | Periodo   |
| ---- | ---------------- | ---- | -------- | --------- |
| 1    | Carlos Pavón     | 57   | 101      | 1993-2010 |
| 2    | Wilmer Velásquez | 35   | 47       | 1994-2007 |
| 3    | Milton Núñez     | 33   | 86       | 1994-2008 |
| 4    | Carlo Costly     | 32   | 78       | 2007-2016 |
| 5    | Nicolás Suazo    | 28   | 51       | 1991-1998 |
| 6    | Amado Guevara    | 27   | 138      | 1994-2010 |
| 7    | Jerry Bengtson   | 23   | 70       | 2010-2024 |
| 8    | Eduardo Bennett  | 19   | 36       | 1991-2000 |
| 9    | David Suazo      | 17   | 57       | 1999-2012 |
| 9    | Romell Quioto    | 17   | 75       | 2012-     |